# The Girl from Manhattan
Pour plus de détails, voir Fiche technique et Distribution.
The Girl from Manhattan est un film américain réalisé par Alfred E. Green, sorti en 1948.

## Synopsis
Carol, une actrice et mannequin de mode new-yorkaise, arrive chez son oncle Homer Purdy dans une pension de famille de la ville de Pittsfield, dans le Midwest américain. Pendant ce temps, un ancien joueur de football, Tom Walker, arrive pour discuter avec l'évêque au sujet de sa nomination comme pasteur dans la ville. Il en conclut que l'église a besoin de nouveaux héros et que son passé de star du football devrait être un avantage et non un obstacle. L'évêque s'est arrangé pour qu'il loge dans la pension de famille de Purdy. À son arrivée, il rencontre Carol mais ne lui dévoilent pas ses projets.
Plus tard, Tom rencontre le conseil paroissial de l'église qui lui présente un bienfaiteur local, M. Birch, qui souhaite acquérir acheter lancienne 'église, vieille de 150 ans, pour en bâtir une nouvelle plus proche du centre ville, sur le site actuelle de la pension Purdy. Il s'avère que ce dernier loue gratuitement la plupart de ses chambres jusqu'à ce que les différents résidents s'enrichissent en plus d'être impliqué dans nombre de projets farfelus. Il gagne peu d'argent, faisant que la vieille maison s'écroule. Carol et Homer réaménagent une des pièces pour qu'elle serve de bureau à Tom jusqu'à ce que la nouvelle église soit construite, tout en ignorant que leur maison sera la nouvelle église.
Un jour, l'évêque fait appel à Tom pour discuter de sa réputation s'il a été vu avec un mannequin de mode. Oscar, l'un des invités les plus excentriques de la pension, est autorisé à construire un chemin de fer miniature dans la cave de Purdy, tandis que M. Birch se présente à la pension de famille pour évaluer les coûts de démolition. Tout le monde connaît le plan, hormis Carol et l'on apprend que l'oncle Homer a dilapidé les 3 000 dollars que Carol lui a envoyés pour investir dans les projets fous de ses invités. Alors, la locomotive du train explose, ce qui blesse Homer. Tom et Carol unissent leurs forces pour sauver la pension de famille et plusieurs invités commencent également à collecter des fonds.
Finalement, le révérend Tom envoie ses propres sommes d'argents pour rembourser les dettes d'Homer et l'offre généreuse de M. Birch pour la vieille église s'avère être une escroquerie. Bien qu'ils devront continuer à utiliser la vieille église, l'évêque approuve.

## Fiche technique
- Titre original : The Girl from Manhattan
- Réalisation : Alfred E. Green
- Scénario et histoire : Howard Estabrook
- Production : Benedict Bogeaus, Lewis J. Rachmil producteur associé
- Société de production : Benedict Bogeaus Production
- Société de distribution : United Artists
- Photographie : Ernest Laszlo
- Montage : James Smith
- Direction artistique : Jerome Pycha Jr.
- Décorateur de plateau : Robert Priestley
- Costumes : Greta
- Musique : Heinz Roemheld
- Pays d'origine : États-Unis
- Format : Noir et blanc - 35 mm - 1,37:1 - Son : mono (Western Electric Recording)
- Genre : comédie dramatique
- Durée : 81 minutes
- Date de sortie :
  - États-Unis : 1er octobre 1948

## Distribution
- Dorothy Lamour : Carol Maynard
- George Montgomery : Révérend Tom Walker
- Charles Laughton : L'évêque
- Ernest Truex : Homer Purdy
- Hugh Herbert : Aaron Goss
- Constance Collier : Mme Brooke
- William Frawley : M. Bernouti
- Sara Allgood : Mme Beeler
- Frank Orth : Oscar Newsome
- Howard Freeman : Sam Griffin
- Raymond Largay : Wilbur J. Birth
- George Chandler : Monty
- Selmer Jackson : Docteur Moseby
- Adeline De Walt Reynolds : La vieille femme
- Maurice Cass : M. Merkle
- Eddy Waller : Jim Allison
- Marie Blake : Tutrice
- Everett Glass : Tuteur